# Majestica
Majestica (ранее ReinXeed) — шведская рок-группа из города Буден, играющая музыку в стиле симфоник/пауэр-метал. Группа была образована вокалистом Томми Юханссоном в 2004 году. На их творчество оказали влияние саундтрек к кинотрилогии «Властелин колец», а также рок-группы Helloween и Rhapsody of Fire. Группа также известна своими кавер-версиями различных песен таких исполнителей, как ABBA и Sabaton.

## История
В 2006 году Томми Юханссон решил, что саундтреки к фильмам, смешанные с мелодик-пауэр-металом, могли стать идеальными для сочинения и записи. Имея свою собственную студию, он начал записывать эти песни в лучшем качестве и разместил их на сайте MySpace. После этого барабанщик Даниэль Эскильссон и лидер шведской группы Majestic Vanguard услышали песни Томми и познакомили его с Кристианом Лиегреном из звукозаписывающей компании Rivel Records/CM Sweden. Яни Стефанович из Divinefire и Essence of Sorrow стал сопродюсером и составителем альбома, обработав все барабанные партии на записи.
В 2008 году ReinXeed начали записывать свой первый студийный альбом, названный The Light и выпущенный звукозаписывающей кампанией Rivel Records 12 марта в Японии и 20 июня в Европе. В альбоме The Light Йоханссон самостоятельно занимался обработкой всех аспектов процесса звукозаписи. Позже в составе группы появились два гитариста (Керри Юндберг и Маттиас Юханссон), клавишник (Хенрик Феллермарк), барабанщик (Эрик Форсгрен) и бас-гитарист (Эйс Тандер).
Альбом Higher был выпущен компанией Rivel Records в мае 2009 года, в Японии работа вышла под эгидой King Records в марте 2009 вместе с бонус-треком «Dreams».
В 2010 группой был выпущен альбом Majestic. В 2011 году свет увидел 1912 — четвёртый альбом группы, посвящённый гибели корабля Титаника. Японское издание включает три бонус-трека: «RainXeed Alliance», «Aces High» (кавер на Iron Maiden) и «Pray for Japan» — песня, записанная в поддержку Японии, пострадавшей от цунами и землетрясения 11 марта 2011 года. Следующий альбом ReinXeed Welcome to the Theater был выпущен в мае 2012. На его написание музыкант был вдохновлён различными известными фильмами. Японское издание самого позднего альбома ReinXeed, A New World, было выпущено в 2013 году.
В 2019 году группа подписала контракт с лейблом Nuclear Blast и сменила название на Majestica. 7 июня был выпущен альбом Above the Sky.
9 октября 2020 года Majestica анонсировала альбом A Christmas Carol, выход которого запланирован на 4 декабря. 23 октября вышел сингл «Ghost Of Christmas Past» из этого альбома.

## Дискография

### Как ReinXeed
Студийные альбомы
- The Light (2008)
- Higher (2009)
- Majestic (2010)
- 1912 (2011)
- Welcome to the Theater (2012)
- A New World (2013)

Сборники
- Swedish Hitz Goes Metal (2011)
- Swedish Hitz Goes Metal Vol.2 (2013)

### Как Majestica
Студийные альбомы
- Above the Sky (2019)
- A Christmas Carol (2020)
- A Christmas Carol (Extended Version) (2021)
- Power Train (2025)